# Rue des Débris-Saint-Étienne
La rue des Débris-Saint-Étienne est une rue de Lille, dans le Nord, en France. 

## Situation et accès
Située dans le quartier du Vieux-Lille, la rue des Débris-Saint-Étienne, se situe entre la rue Lepelletier, et la Place du Général-de-Gaulle. L'entrée de la rue s'effectue en passant sous une voûte dont les colonnes en grès ont été récupérés dans les décombres de l'ancienne église Saint-Étienne.

## Origine du nom
La rue des Débris-Saint-Étienne est tracée à l'emplacement de l'église Saint-Étienne et de son cimetière. détruits, ainsi qu'une douzaine de maisons le 29 septembre 1792 durant le siège de Lille sous les boulets autrichiens.